# Isabel Leonard
Isabel Leonard (New York, 18 febbraio 1982) è un mezzosoprano statunitense.

## Biografia
Per cinque anni ha cantato nel coro dei bambini della Manhattan School of Music, ha studiato al Juilliard School e si è perfezionata con Marilyn Horne.
Nel 2007 debutta al Metropolitan Opera House di New York come Stéphano in Romeo e Giulietta diretta da Plácido Domingo.

## Discografia
- Higdon: Cold Mountain - Nathan Gunn/Isabel Leonard/Jay Hunter Morris/Emily Fons/Miguel Harth-Bedoya/Santa Fe Opera Orchestra, 2016 PentaTone
- Ravel, Enfant et les sortilèges - Ozawa/Leonard/Graham/Saito Kinen, 2015 Deutsche Grammophon - Grammy Award for Best Opera Recording 2016
- Rossini: Il barbiere di Siviglia - The Metropolitan Opera/Isabel Leonard/Javier Camarena/Peter Mattei/Maurizio Muraro/Paata Burchuladze/Maurizio Benini, 2011 MetOpera
- Preludios - Isabel Leonard/Brian Zeger, 2015 Delos

## Registrazioni video

### Opere
- Adès, The Tempest - Adès/Keenlyside/Luna/Met, 2012 Deutsche Grammophon - Grammy Award for Best Opera Recording 2014
- Mozart: Le nozze di Figaro (Glyndebourne, 2012) - Ann Murray/Robin Ticciati, Opus Arte